# II Sínodo de Sevilla
II Sínodo de Sevilla —referido también como el Sínodo Hispalense II— fue una reunión de los Obispos de la provincia Bética en el Reino de los Visigodos convocada por San Isidoro de Sevilla y congregado el 13 de noviembre de 619.
El Sínodo aprobó una declaración sobre las dos naturalezas de Cristo en una única persona. Se privó a los obispos del derecho de secularizar al clero (sacerdotes y diáconos), lo cual correspondería a los Sínodos (la práctica se extendió a todo el reino). Parece ser que se intentó, sin mucho éxito, convencer a un personaje llamado Sintharius de que abandonara creencias erróneas, probablemente heréticas; también se llevaron a efecto complejas intrigas para deponer al obispo de Astigi (Écija). Se prohibió a los diáconos usar dos estolas (orarium) en vez de una, para presumir. La estola debía ser blanca y con escasos colores, y no podía estar bordada en oro.